# فرودگاه هالی
فرودگاه هالی (به انگلیسی: Halli Airport) (به زبان بومی: Hallin lentoasema) یک فرودگاه نظامی مسافربری با کد یاتا KEV است که یک باند فرود آسفالت دارد و طول باند آن ۲۶۰۰ متر است. این فرودگاه در کشور فنلاند قرار دارد و در ارتفاع ۱۴۶ متری از سطح دریا واقع شده‌است.